# Alix Battard
Alix Battard, née le 18 janvier 1985, est une journaliste belge travaillant sur la chaîne privée RTL-TVI.

## Carrière
Après avoir obtenu un diplôme de journaliste à l'UCL et un Master en European Studies à l'Institut d'études européennes (ULB), elle entre en mars 2006 à la radio Bel RTL où elle présente les informations trafic puis les journaux parlés.
En septembre 2008, parallèlement à sa carrière à Bel RTL, elle intègre la rédaction de RTL TVI et celle du magazine Place Royale pour lequel elle couvre plusieurs voyages princiers à l'étranger.
Elle présente depuis le 26 mars 2011 le journal télévisé de RTL-TVI principalement le week-end à 13 heures. En août 2016, elle renonce à présenter le JT de RTL, pour soigner sa fille, atteinte d'un cancer.
En septembre 2017 elle revient à la télévision et devient titulaire du RTL Info 13 Heures qu'elle présente en alternance avec Caroline Fontenoy
Le 21 janvier 2022, elle annonce la démolition, par accident, du château de Cul-de-sarts (province de Namur)qui fut construit par un de ses ancêtres en 1863.
Le 27 octobre 2023, elle présente son dernier JT sur RTL TVI. Elle anime, ensuite, à partir de janvier 2024, la relance d'une nouvelle version du magazine des têtes couronnées Place Royale.

## Vie privée
Alix Battard est en couple avec Laurent Haulotte, ancien présentateur du journal télévisé et actuel directeur de la rédaction et des sports de RTL Belgique. Ils ont deux filles nées en février 2014 et avril 2016.

## Sources
http://mediabelge.blogspot.be/2011/03/rtl-tvi-etoffe-son-equipe-de.html